# Ростани (Вологодский район)
Ростани — деревня в Вологодском районе Вологодской области.
Входит в состав Новленского сельского поселения, с точки зрения административно-территориального деления — в Новленский сельсовет.
Расстояние по автодороге до районного центра Вологды — 73 км, до центра муниципального образования Новленского — 13 км. Ближайшие населённые пункты — Кряжево, Орлово, Павлово, Крюково.
По данным переписи в 2002 году постоянного населения не было.